# Acanthocolax exilipes
Acanthocolax exilipes – gatunek widłonoga z rodziny Bomolochidae. Opisał go w 1911 roku amerykański biolog morski Charles Branch Wilson, nadając mu nazwę Bomolochus exilipes. Skorupiaki te są pasożytami ryb. Okazy typowe zostały pozyskane ze skrzeli ryb Archosargus probatocephalus złowionych w 1905 roku w Oceanie Atlantyckim w pobliżu Beaufort w amerykańskim stanie Karolina Północna.